# Падран-Реал (Португалія)

Планісфера Кантіно (1502), копія португальського Падрана-Реала

Падран-Реал (порт. Padrão Real, МФА: [pɐˈðɾɐ̃w̃ ʁiˈaɫ], дослівно — Королівський примірник) — карта світу, що виготовлялась португальськими картографами на замовлення Португальського королівського двору в XVI ст. і утримувалась в стані суворої секретності. Карта зберігалась в лісабонській Каса-да-Індіа (порт. Casa da Índia, дослівно — «Дім Індії»), яка також відповідала за виготовлення копій з оригіналу Падран-Реала.
У Падран-Реал систематично вносились дані про нові відкриття португальських мореплавців та дослідників. Вважається, що перший Падран-Реал був виготовлений за часів Енріке-Мореплавця, ще до заснування Каса-да- Íндія.
Падран-Реал зберігався у Каса-да-Індіа у Розділі карт як надзвичайно таємний і охороняємий від іноземними шпигунів та торговців португальський витвір

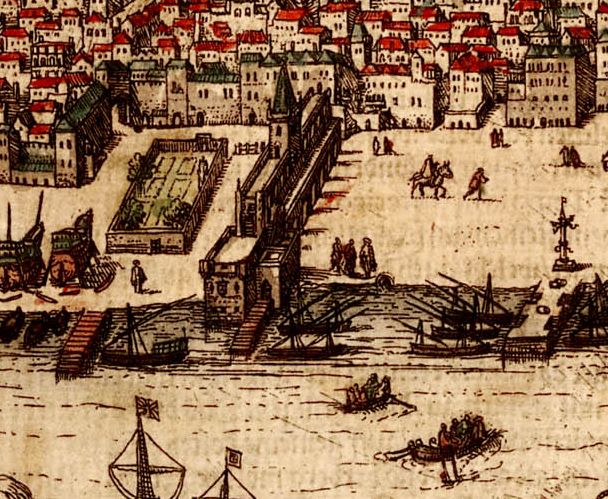
Королівський палац Рібейра в Лісабоні, в якому до землетрусу 1755 року знаходилась Каса-да-Індіа

Падран-Реал крім графічної інформації, містив також повний звіт про португальські відкриття, публічні та таємні. Каса-да-Індіа видавав карти, виготовлені відповідно до зразкового Падран-Реалу, штурманам (навігаторам), що перебували на королівській службі.
Планісфера Кантіно (1502) — це копія з Падран-Реала, можливо, зроблена одним з підкуплених португальських картографів. Вважається, що Кантіно зміг підкупити картографа для копіювання карти між груднем 1501 та жовтнем 1502 років. З листа за підписом Кантіно випливає, що він надіслав карту герцогу Феррари 19 листопада 1502 року.
Оригінали Падран-Реалу були втрачені у часі. Можливо, карти загинули разом із португальським архівом під час землетрусу і пожежі в Лісабоні в 1755 році. Однак копія (Планісфера Кантіно) все ще існує.
Іспанським аналогом португальського Падрана-Реала був Падрон-Реал (ісп. Padrón Real), офіційно заснований іспанськими монархами в 1508 році в Каса-де-Контратасьйон.